# Bodil Kjer
Bodil Kjer (Odense, 2 de setembro de 1917 - Copenhague, 1 de fevereiro de 2003) foi uma atriz dinamarquesa cujo talento e carisma lhe renderam o título de primeira-dama do teatro dinamarquês. Ela recebeu três vezes o Prêmio Bodil.
Ela participou de trinta longas-metragens sendo conhecida internacionalmente pelo filme vencedor do Oscar, A Festa de Babette, de 1987 de Gabriel Axel. Nos últimos anos de sua vida, se afastou do teatro e se dedicou à leitura de obras de Karen Blixen e Hans Christian Andersen. Ela morreu em Copenhague em 2003 aos 85 anos.

## Vida pessoal
Bodil Kjer foi casado quatro vezes, entre outras com o ator Ebbe Rode e o industrial Svend Bergsøe.